# Александар Цвијановић
Александар Цвијановић (такође Алекандер/Алек Цвијановић; 19. децембар 1923 — Бостон, 7. мај 2019) био је српско-амерички архитекта. Био је близак сарадник Валтера Гропијуса и партнер The Architects Collaborative.

## Биографија
Цвијановић је рођен у богатој српској породици. Његов отац, Будислав Цвијановић, био је доктор медицине, а током 1930-их, владин министарски савјетник.
Цвијановић је почео да студира дириговање на Музичкој академији у Београду, али му је студије прекинуо Други светски рат. Оца су му убили комунисти и породица је побегла из социјалистичке Југославије 1946. године. У почетку су се настанили у Паризу, где је почео да студира архитектуру. Након кратког времена, породица је емигрирала у Сједињене Државе, где је он обезбедио стипендију Толстојеве фондације за студије архитектуре на Harvard Graduate School of Design.
Убрзо након дипломирања на Харварду, Цвијановић се придружила The Architects Collaborative (TAC), архитектонском партнерству које су основали Валтер Гропијус и седам млађих партнера. TAC је био познат по својим иновативним, методама групног рада.
Цвијановић је радио на многим кључним пројеката фирме у наставку каријере. Како су блиско сарађивали, Гропијус и Цвијановић су створили везу која је превазишла професионалну, а Гропијус је свог колегу третирао као заменског сина.
Цвијановићева је говорила више језика, укључујући српски, руски, италијански, француски и немачки. Његово познавање немачког и близак радни однос са Гропиусом, као и његов значајан таленат, резултирали су радом на многим TAC пројектима у Немачкој.

## Одабрани пројекти
- 1958-1963 Универзитет у Багдаду,[4] Багдад, Ирак
- 1958-1963 Пан Ам зграда,[1][4][5] Њујорк, САД
- 1962. Берлинска школа и дечији центар, Берлин, Немачка
- 1962-75 Gropiusstadt,[2][4] Нојкелн, Берлин, Немачка
- 1968-1970 Фабрика стакла Розентхал (позната као „Стаклена катедрала“),[5][6] Амберг, Баварска, Немачка
- 1965. Фабрика порцелана Розентхал;[7][8] Зелб, Баварска, Немачка
- 1975 Индустријски комплекс Џубаил, Џубаил, Саудијска Арабија
- 1976-1979 Баухаус Архив,[5][9][10] Берлин, Немачка
- 1982-1986 Кувајтска фондација за унапређење науке, Шарк, Кувајт
- 1984 Библиотека О’Нил, Бостонски Колеџ, Честнат Хил, Масачусетс, САД
- 1984 Копли Плејс, Бостон, Масачусетс, САД

Након распада The Architects Collaborative, Цвијановић је наставио да ради у иностранству (Кувајт, Сингапур, Берлин) и у САД.
У 2019. години, Цвијановићева сећања на рад са Гропијусом и скице за пројекте које су заједно предузимали у Баварској коришћена су за креирање филма доживљаја виртуелне реалности „Баухаус у Баварској“.
Живео је у Бостону са својом трећом супругом Маријом и преминуо је 7. маја 2019.

## Галерија
- Пан Ам зграда
- Баухаус Архив, Берлин
- Фабрика компаније Розентхал